# Großer Preis von Frankreich 1953
Der Große Preis von Frankreich 1953 (offiziell XL Grand Prix de l'ACF) fand am 7. Juli auf dem Circuit de Reims-Gueux in Reims statt und war das fünfte Rennen der Automobil-Weltmeisterschaft 1953.

## Bericht

### Hintergrund
Nach dem Großen Preis von Belgien führte Alberto Ascari in der Fahrerwertung mit zwölf Punkten vor Luigi Villoresi und mit 14 Punkten vor Bill Vukovich.
Für das Rennen 1953 wurde die Streckenführung des Kurses in Reims geändert. Der Kurs war jetzt etwa 500 m länger, was fast ausschließlich der Verlängerung der Geraden vor Thillois zugutekam. Das Ferrari-Team trat mit vier Nennungen (Ascari, Giuseppe Farina, Villoresi, Mike Hawthorn) an, ergänzt um eine private Meldung von Louis Rosier. Maserati war ebenfalls mit vier Werkswagen vertreten, die von den Argentiniern Juan Manuel Fangio, José Froilán González und Onofre Marimón sowie dem Italiener Felice Bonetto gesteuert wurden. Toulo de Graffenried steuerte einen privaten Maserati bei. Cooper war wieder mit von der Partie. Der einzige von Werk entsendete Wagen war mit einem neuen Motor von Alta ausgerüstet, während die privaten Cooper von Bob Gerard und Ken Wharton weiterhin einen Bristol-Motor installiert hatten.
Mit Fangio (zweimal), Ascari und Luigi Fagioli (jeweils einmal) traten drei ehemalige Sieger zu diesem Grand Prix, wobei sich Fangio und Fagioli den Sieg 1951 teilen und Ascari das Rennen stattfand, als der Große Preis von Frankreich auf dem Rouen-les-Essarts ausgetragen wurde.

### Training
Wie 1953 üblich, machten die Maserati und die Ferrari die besten Startplätze unter sich aus. Die Pole-Position sicherte sich Ascari mit 2:41,2 Minuten vor dem schnellsten Maserati, der – etwas überraschend – von Bonetto gefahren wurde und Villoresi. Fangio und González bildeten die zweite Reihe.

### Rennen
Das Rennen wäre fast ohne Ferrari gestartet worden. Im Sportwagenrennen zuvor war der Ferrari von Umberto Maglioli/Piero Carini wegen „mehrfachen Regelverstoßes“ disqualifiziert worden. Aus Protest darüber wollte Ferrari schon seine Wagen vom Grand-Prix-Start zurückziehen, als man sich in letzter Minute noch einigte. Nach vielen eher langweiligen Rennen mit totaler Ascari-Dominanz entwickelte sich der Grand Prix von Frankreich zu einem sehr abwechslungsreichen Rennen. Aus der zweiten Reihe fuhr González an die Spitze des Feldes. Er hatte seinen Maserati nur halb voll betanken lassen und versuchte, den Gewichtsvorteil in schnellere Rundenzeiten umzusetzen, um sich einen Stopp zum Nachtanken leisten zu können. Bis zu seinem Stopp genau bei Halbzeit des Rennens in Runde 30 war sein Vorsprung jedoch nicht groß genug, um seine Spitzenposition zu halten. Er fiel auf den sechsten Platz zurück. Hinter González hatte sich schon in den ersten Runden des Rennens eine Kampfgruppe aus Ascari, Bonetto, Villoresi, Hawthorn, Fangio und Farina gebildet, aus der als Erster Bonetto mit einem Dreher ausschied. Nach González Stopp kämpfte diese Gruppe um den Sieg. Langsam lösten sich Hawthorn und Fangio etwas aus der Gruppe und führten rundenlang ein hart umkämpftes Duell um den Sieg, in dem die Führung in fast jeder Runde oft mehrmals wechselte. Entschieden wurde das Duell schließlich durch einen Schaltfehler oder Getriebeprobleme Fangios in der letzten Runde, durch den Hawthorn genügend Vorsprung herausfahren konnte, um mit einem Vorsprung von genau einer Sekunde zu siegen. González gelang es, sich nach seinem Stopp wieder durch das gesamte Verfolgerfeld zu kämpfen, um letztendlich von Fangio nur um 0,4 Sekunden geschlagen zu werden. Ascari folgte 3,2 s später als Vierter.
In der Fahrerwertung blieb Ascari vorne, neuer Zweiter war Hawthorn vor Villoresi.

## Meldeliste
| Team                      | Nr. | Fahrer                  | Chassis            | Motor           | Reifen |
| ------------------------- | --- | ----------------------- | ------------------ | --------------- | ------ |
| Equipe Gordini            | 02  | Jean Behra              | Gordini T16 (1952) | Gordini 2.0 L6  | E      |
| Equipe Gordini            | 04  | Maurice Trintignant     | Gordini T16 (1952) | Gordini 2.0 L6  | E      |
| Equipe Gordini            | 06  | Harry Schell            | Gordini T16 (1952) | Gordini 2.0 L6  | E      |
| Equipe Gordini            | 08  | Roberto Mieres          | Gordini T16 (1952) | Gordini 2.0 L6  | E      |
| Scuderia Ferrari          | 10  | Alberto Ascari          | Ferrari 500        | Ferrari 2.0 L4  | P      |
| Scuderia Ferrari          | 12  | Luigi Villoresi         | Ferrari 500        | Ferrari 2.0 L4  | P      |
| Scuderia Ferrari          | 14  | Giuseppe Farina         | Ferrari 500        | Ferrari 2.0 L4  | P      |
| Scuderia Ferrari          | 16  | Mike Hawthorn           | Ferrari 500        | Ferrari 2.0 L4  | P      |
| Officine Alfieri Maserati | 18  | Juan Manuel Fangio      | Maserati A6SSG     | Maserati 2.0 L6 | P      |
| Officine Alfieri Maserati | 20  | José Froilán González   | Maserati A6SSG     | Maserati 2.0 L6 | P      |
| Officine Alfieri Maserati | 22  | Onofre Marimón          | Maserati A6SSG     | Maserati 2.0 L6 | P      |
| Officine Alfieri Maserati | 24  | Felice Bonetto          | Maserati A6SSG     | Maserati 2.0 L6 | P      |
| HWM                       | 26  | Lance Macklin           | HWM 53             | Alta 1.5        | D      |
| HWM                       | 28  | Peter Collins           | HWM 53             | Alta 1.5        | D      |
| HWM                       | 30  | Yves Giraud-Cabantous   | HWM 53             | Alta 1.5        | D      |
| Team Louis Chiron         | 32  | Louis Chiron            | OSCA 20            | OSCA            | P      |
| Team Élie Bayol           | 34  | Élie Bayol              | OSCA 20            | OSCA            | P      |
| Cooper                    | 36  | Stirling Moss           | Cooper T24         | Alta 1.5        | D      |
| Team Bob Gerard           | 38  | Frederic Roberts-Gerard | Cooper T23         | Bristol 2.0 L6  | D      |
| Team Ken Wharton          | 40  | Ken Wharton             | Cooper T23         | Bristol 2.0 L6  | D      |
| Connaught                 | 42  | Prinz Bira              | Connaught A        | Francis 2.0 L4  | D      |
| Connaught                 | 50  | Roy Salvadori           | Connaught A        | Francis 2.0 L4  | D      |
| Ecurie Rosier             | 44  | Louis Rosier            | Ferrari 500        | Ferrari 2.0 L4  | D      |
| Emmanuel de Graffenried   | 46  | Emmanuel de Graffenried | Maserati A6SSG     | Maserati 2.0 L6 | P      |
| Ecurie Belge              | 48  | Johnny Claes            | Connaught A        | Francis 2.0 L4  | E      |

## Klassifikation

### Startaufstellung
| Pos. | Fahrer                  | Konstrukteur | Zeit       | Startreihe |
| ---- | ----------------------- | ------------ | ---------- | ---------- |
| 01   | Alberto Ascari          | Ferrari      | 2:41,2     | 1 R        |
| 02   | Felice Bonetto          | Maserati     | 2:41,5     | 1 M        |
| 03   | Luigi Villoresi         | Ferrari      | 2:41,9     | 1 L        |
| 04   | Juan Manuel Fangio      | Maserati     | 2:42,0     | 2 R        |
| 05   | José Froilán González   | Maserati     | 2:42,4     | 2 L        |
| 06   | Giuseppe Farina         | Ferrari      | 2:42,5     | 3 R        |
| 07   | Mike Hawthorn           | Ferrari      | 2:43,5     | 3 M        |
| 08   | Onofre Marimón          | Maserati     | 2:44,7     | 3 L        |
| 09   | Emmanuel de Graffenried | Maserati     | 2:46,1     | 4 R        |
| 10   | Louis Rosier            | Ferrari      | 2:49,6     | 4 L        |
| 11   | Prinz Bira              | Connaught    | 2:53,2     | 5 R        |
| 12   | Frederic Roberts-Gerard | Cooper       | 2:54,2     | 5 M        |
| 13   | Stirling Moss           | Cooper       | 2:55,7     | 5 L        |
| 14   | Ken Wharton             | Cooper       | 2:55,8     | 6 R        |
| 15   | Élie Bayol              | OSCA         | 2:56,9     | 6 L        |
| 16   | Lance Macklin           | H.W.M.       | 2:57,2     | 7 R        |
| 17   | Peter Collins           | H.W.M.       | 3:02,0     | 7 M        |
| 18   | Yves Giraud-Cabantous   | H.W.M.       | 3:06,7     | 7 L        |
| 19   | Roy Salvadori           | Connaught    | 3:23,0     | 8 R        |
| 20   | Harry Schell            | Gordini      | 3:25,8     | 8 L        |
| 21   | Johnny Claes            | Connaught    | 4:06,5     | 9 R        |
| 22   | Jean Behra              | Gordini      | keine Zeit | 9 M        |
| 23   | Maurice Trintignant     | Gordini      | keine Zeit | 9 L        |
| 24   | Roberto Mieres          | Gordini      | keine Zeit | 10 R       |
| 25   | Louis Chiron            | OSCA         | keine Zeit | 10 L       |

### Rennen
| Pos. | Fahrer                  | Konstrukteur | Runden | Zeit        | Start | Schnellste Runde |
| ---- | ----------------------- | ------------ | ------ | ----------- | ----- | ---------------- |
| 01   | Mike Hawthorn           | Ferrari      | 60     | 2:44:18,6   | 07    | 2:41,7           |
| 02   | Juan Manuel Fangio      | Maserati     | 60     | + 1,0       | 04    | 2:41,1 (25.)     |
| 03   | José Froilán González   | Maserati     | 60     | + 1,4       | 05    | 2:41,9           |
| 04   | Alberto Ascari          | Ferrari      | 60     | + 4,6       | 01    | 2:41,1           |
| 05   | Giuseppe Farina         | Ferrari      | 60     | + 1:07,6    | 06    | 2:41,6           |
| 06   | Luigi Villoresi         | Ferrari      | 60     | + 1:15,9    | 03    | 2:41,8           |
| 07   | Emmanuel de Graffenried | Maserati     | 58     | + 2 Runden  | 09    | 2:47,5           |
| 08   | Louis Rosier            | Ferrari      | 56     | + 4 Runden  | 10    | 2:51,9           |
| 09   | Onofre Marimón          | Maserati     | 55     | + 5 Runden  | 08    | 2:42,2           |
| 10   | Jean Behra              | Gordini      | 55     | + 5 Runden  | 22    | 2:47,8           |
| 11   | Frederic Roberts-Gerard | Cooper       | 55     | + 5 Runden  | 12    | 2:55,7           |
| 12   | Johnny Claes            | Connaught    | 53     | + 7 Runden  | 21    | 2:57,1           |
| 13   | Peter Collins           | H.W.M.       | 52     | + 8 Runden  | 17    | 2:59,8           |
| 14   | Yves Giraud-Cabantous   | H.W.M.       | 50     | + 10 Runden | 18    | 3:04,5           |
| 15   | Louis Chiron            | OSCA         | 43     | + 17 Runden | 25    | 2:51,8           |
| –    | Felice Bonetto          | Maserati     | 42     | DNF         | 02    | 2:44,5           |
| –    | Stirling Moss           | Cooper       | 38     | DNF         | 13    | 2:52,5           |
| –    | Prinz Bira              | Connaught    | 29     | DNF         | 11    | 2:49,0           |
| –    | Élie Bayol              | OSCA         | 18     | DNF         | 15    | 2:55,6           |
| –    | Ken Wharton             | Cooper       | 17     | DNF         | 14    | 2:55,3           |
| –    | Maurice Trintignant     | Gordini      | 14     | DNF         | 23    | 2:45,3           |
| –    | Lance Macklin           | H.W.M.       | 8      | DNF         | 16    | 2:58,1           |
| –    | Harry Schell            | Gordini      | 4      | DNF         | 20    | 2:53,4           |
| –    | Roberto Mieres          | Gordini      | 4      | DNF         | 24    | 2:51,4           |
| –    | Roy Salvadori           | Connaught    | 2      | DNF         | 19    | 2:54,5           |

## WM-Stand nach dem Rennen
Die ersten fünf bekamen 8, 6, 4, 3 bzw. 2 Punkte; einen Punkt gab es für die schnellste Runde. Es zählten nur die vier besten Ergebnisse aus acht Rennen.

### Fahrerwertung
| Pos. | Fahrer                  | Konstrukteur | Punkte |
| ---- | ----------------------- | ------------ | ------ |
| 01   | Alberto Ascari          | Ferrari      | 28     |
| 02   | Mike Hawthorn           | Ferrari      | 14     |
| 03   | Luigi Villoresi         | Ferrari      | 13     |
| 04   | José Froilán González   | Maserati     | 11     |
| 05   | Bill Vukovich           | Kurtis Kraft | 9      |
| 06   | Giuseppe Farina         | Ferrari      | 8      |
| 07   | Juan Manuel Fangio      | Maserati     | 7      |
| 08   | Art Cross               | Kurtis Kraft | 6      |
| 09   | Emmanuel de Graffenried | Maserati     | 5      |
| 10   | Onofre Marimón          | Maserati     | 4      |
| 11   | Maurice Trintignant     | Gordini      | 2      |
| 12   | Duane Carter            | Kurtis Kraft | 2      |
| 13   | Sam Hanks               | Kurtis Kraft | 2      |
| 14   | Jack McGrath            | Kurtis Kraft | 2      |
| 15   | Felice Bonetto          | Maserati     | 2      |
| 16   | Oscar Gálvez            | Maserati     | 2      |
| 17   | Fred Agabashian         | Kurtis Kraft | 1,5    |
| 18   | Paul Russo              | Kurtis Kraft | 1,5    |
| 19   | Jean Behra              | Gordini      | 0      |
| 20   | Louis Rosier            | Ferrari      | 0      |
| 21   | Harry Schell            | Gordini      | 0      |
| 22   | John Barber             | Cooper       | 0      |
| 23   | Peter Collins           | H.W.M.       | 0      |

| Pos. | Fahrer                  | Konstrukteur         | Punkte |
| ---- | ----------------------- | -------------------- | ------ |
| 24   | Stirling Moss           | Cooper / Connaught   | 0      |
| 25   | Alan Brown              | Cooper               | 0      |
| 26   | Fred Wacker             | Gordini              | 0      |
| 27   | Frederic Roberts-Gerard | Cooper               | 0      |
| 28   | Johnny Claes            | Connaught / Maserati | 0      |
| 29   | Paul Frère              | H.W.M.               | 0      |
| 30   | André Pilette           | Connaught            | 0      |
| 31   | Yves Giraud-Cabantous   | H.W.M.               | 0      |
| 32   | Louis Chiron            | OSCA                 | 0      |
| –    | Robert Manzon           | Gordini              | 0      |
| –    | Carlos Menditéguy       | Gordini              | 0      |
| –    | Adolfo Schwelm-Cruz     | Cooper               | 0      |
| –    | Pablo Birger            | Simca-Gordini        | 0      |
| –    | Kenneth McAlpine        | Connaught            | 0      |
| –    | Roberto Mieres          | Gordini              | 0      |
| –    | Ken Wharton             | Cooper               | 0      |
| –    | Roy Salvadori           | Connaught            | 0      |
| –    | Lance Macklin           | H.W.M.               | 0      |
| –    | Georges Berger          | Simca-Gordini        | 0      |
| –    | Arthur Legat            | Veritas              | 0      |
| –    | Prinz Bira              | Connaught            | 0      |
| –    | Élie Bayol              | OSCA                 | 0      |